# Гавр-3 (кантон)
Гавр-3 (фр. Havre-3) — кантон во Франции, находится в регионе Нормандия, департамент Приморская Сена. Входит в состав округа Гавр.

## Состав кантона с 22 марта 2015 года
В состав кантона входят коммуны (население по данным Национального института статистики за 2018 г.):
- Гавр (23 991 чел.) (южные кварталы)
- Генвиль (2 553 чел.)
- Гонфревиль-л'Орше (9 162 чел.)
- Рожервиль (1 501 чел.)

## Политика
На президентских выборах 2022 г. жители кантона отдали в 1-м туре Жану-Люку Меланшону 27,9 % голосов против 26,3 % у Марин Ле Пен и 23,1 % у Эмманюэля Макрона; во 2-м туре в кантоне победил Макрон, получивший 54,1 % голосов. (2017 год. 1 тур: Жан-Люк Меланшон – 34,3 %, Марин Ле Пен – 23,5 %, Эмманюэль Макрон – 17,9 %, Франсуа Фийон – 12,1 %; 2 тур: Макрон – 59,3 %. 2012 год. 1 тур: Франсуа Олланд — 28,5 %, Николя Саркози — 19,5 %, Марин Ле Пен — 19,3 %; 2 тур: Олланд — 62,1 %. 2007 год. 1 тур: Саркози — 25,8 %, Сеголен Руаяль — 25,6 %; 2 тур: Руаяль — 53,3 %).
С 2017 года кантон в Совете департамента Приморская Сена представляют мэр города Гонфревиль-л'Орше Альбан Брюно (Alban Bruneau) и член муниципального совета города Гавр Софи Эрве (Sophie Hervé) (оба — Коммунистическая партия). Альбан Брюно заменил в Совете в 2017 году Жана-Поля Лекока после избрания последнего депутатом Национального собрания Франции.
|                | Кандидаты                      | Партия                  | Первый тур | Первый тур     | Второй тур | Второй тур |
| Кол-во голосов | Кандидаты                      | Партия                  | % голосов  | Кол-во голосов | % голосов  |            |
| -------------- | ------------------------------ | ----------------------- | ---------- | -------------- | ---------- | ---------- |
|                | Альбан Брюно Софи Эрве         | Коммунистическая партия | 2 483      | 52,93          | 3 116      | 71,45      |
|                | Янник Жибурдель Кристин Пейель | Национальный фронт      | 1 106      | 23,58          | 1 245      | 28,55      |
|                | Изабель Левек Василь Эшенна    | Разные левые            | 1 180      | 14,45          |            |            |

|                | Кандидаты                    | Партия                  | Первый тур | Первый тур     | Второй тур | Второй тур |
| Кол-во голосов | Кандидаты                    | Партия                  | % голосов  | Кол-во голосов | % голосов  |            |
| -------------- | ---------------------------- | ----------------------- | ---------- | -------------- | ---------- | ---------- |
|                | Жан-Поль Лекок Софи Эрве     | Левый фронт             | 3 408      | 41,73          | 5 123      | 67,23      |
|                | Валери Зюн Пьер-Элье Фёльпен | Национальный фронт      | 2 196      | 26,89          | 2 497      | 32,77      |
|                | Режи Дебон Сильви Люс        | Правый блок             | 1 382      | 16,92          |            |            |
|                | Изабель Левек Василь Эшенна  | Социалистическая партия | 1 180      | 14,45          |            |            |